# الشويمس
الشويمس هي منطقة إدارية تتبع لمحافظة الحائط، تقع في منطقة حائل، يوجد في حدودها الإدارية أحد أبرز المواقع الأثرية في المملكة العربية السعودية، ويرجع ذلك إلى تنوع المواقع السياحية والأثرية والتاريخية التي تحتضنها.

## الموقع
تقع المنطقة على مسافة 300 كيلو متر إلى الجنوب من حائل، وتقع على حافة حرة النار الشمالية بالقرب من وادي المخيط، الذي يفصل ما بين حرة ليلى وحرة النار، كما أنها قريبة من قاع السباق.

## الآثار
وفقا لاكتشافات الأثريين فإن الآثار التي تتبع لإدارة الشويمس يمكن أن تعد أحد أكبر متاحف التاريخ الطبيعي المفتوحة في العالم، حيث تتجاوز مساحة المنطقة 50 كيلو متر مربع، وإلى جانب أهمية التاريخ والآثار التي تحويها فهي تضم نقوش وكتابات أثرية منحوته على الصخور الصلبة.
والملاحظ في المنطقة الأثرية كثرة الكهوف وآثار البراكين، فعلى حافة حرة النار يظهر كهف شعفان ويطل بفوهته المترامية الأطراف، كأحد أكبر الكهوف في السعودية، ويتجاوز طوله «الشويمس» ثالث أكبر كهوف المملكة حيث يبلغ طوله 530 مترًا، ويرتفع حتى يصل إلى ثمانية أمتار وينخفض حتى يصل 800 متر تحت الأرض، ويحوي طرق فرعية متعرجة لا يعرف طول نهايتها، ويضم الكهف جماجم وعظامًا متفرقة، وهنالك كهوف أخرى لا تقل عن شعفان في الحجم أو القيمة التاريخية والأثرية وهي تنتشر حوله ويبلغ عدد المستكشف منها حتى الآن أكثر من 10 كهوف بالإضافة إلى احتواء المنطقة على فوهات بركانية تم اكتشاف نحو 12 فوهة منها .
كما يحتوي موقع الشويمس على نقوش للجمال وبضعة حيوانات أخرى يعود تاريخها إلى الألفين الثالث والثاني قبل الميلاد .

## آثار العصور الحجرية
يحوي موقع الشويمس على بعض الآثار التي تعود للعصور الحجرية الحديثة منها بحيرة جافة يعود تاريخها إلى عصر البلايستوسين , حيث أصبحت البحيرة عامل جذب للاستطيان البشري قبل جفافها . وعثر بموقع الشويمس على رسومات صخرية للأبقار الوحشية ذات القرون الطويلة و صيادين ذوي رؤوس طويلة بيضاوية بالإضافة إلى رسوم للأسود والكلاب والحمير حيث تعد هذه الرسومات هي من أقدم النماذج المبكرة للفنون الصخرية المكتشفة في المملكة العربية السعودية .
تدل الحيوانات المرسومة في الموقع وخصوصا الأبقار الوحشية إلى أنها عاشت في بيئة مطيرة و غطاء نباتي كثيف وهي الظروف المناخية التي سادت مطلع العصر الحجري الحديث في مناطق المملكة العربية السعودية .  كما تشمل النقوش رسوما لأشكال آدمية وحيوانية يرجع تاريخها إلى أكثر من 10 آلاف سنة قبل الميلاد وهي من الحقبة الثمودية، فالنقوش على جبال الشويمس تمثل أشكال أدمية وحيوانية متنوعة مثل الأبقار والوعول والأسود والبقر الوحشي والغزلان والبعض منها نقش بحجمه الطبيعي الأمر الذي يدل على أن الإنسان القديم في السعودية استأنس بعض الحيوانات منذ وقت مبكر، واعتمد على الصيد كثيرا في تأمين قوته.

## أعمال التنقيب في الموقع
انتهت الهيئة العامة للسياحة والتراث الوطني السعودية من مشروع تسييج وتحصين المواقع الأثرية النادرة المكتشفة في موقعي راطا والمنجور في أقصى غرب مركز الشويمس، كما أن التنقيب في الموقع قام به جهات رسمية عديدة بمساعدة بعض البعثات من خارج المملكة العربية السعودية منها مبتعثون من أوروبا وأستراليا.

## أحداث تاريخية
شهدت المنطقة أطول معركة في تاريخ العرب والأشد ضراوة وهي حرب داحس والغبراء.

## قاع السباق والذيس
وإلى الجنوب من الشويمس يقع ما يسمى قاع السباق والذيس، وهو عبارة عن موقع تاريخي مهم ارتبط بقصة تاريخية شهيرة هي حرب داحس والغبراء، الحرب التي امتدت أربعين عام بين قبيلتين عبس وذبيان العربيتين وبفضل الوقائع التاريخية والقصص الشعبية التي ارتبطت بأبطال هذه الحرب تحول المكان إلى مقصد للزوار والسياح والباحثين، وتعود تسمية داحس والغبراء لفرسان حيث كان داحس حصانا لقيس بن زهير والغبراء فرسا لحذيفة بن بدر، وانطلقت شرارة الحرب الأولى بعد سلب قافلة حجاج للمناذرة كانت تحت حماية الذبيانيين وهو ما أغضب النعمان بن المنذر الذي أوعز بحماية القوافل لقيس بن زهير مقابل عطايا وشروط اشترطها ابن زهير ووافق النعمان عليها فأوغر ذلك صدور بني ذبيان ودامت الحرب 40 عاما.

## اليونسكو
تم تسجيل موقع الشويمس الأثري رسميًا في منظمة اليونسكو. خلال اجتماع منظمة الأمم المتحدة للتربية والعلوم والثقافة "اليونسكو" الـ 39 في مدينة بون بألمانيا بتاريخ 16 رمضان من سنة 1436 هـ الموافق 3 يوليو 2015.

## وصلات خارجية
- قرية الشويمس.. متحف مكشوف بذاكرة داحس والغبراء.
- «الشويمس» ثالث أكبر كهوف المملكة.
- نقوش صخرية توثق لحضارات العصر الحجري الحديث.